# Österreichischer Schützenbund
Der Österreichische Schützenbund (ÖSB) ist der Dachverband der österreichischen Sportschützen-Landesverbände mit Sitz in Innsbruck.

## Geschichte
1879 gegründet ist der ÖSB der „älteste Sportfachverband Österreichs“. Ihm gehören rund 700 Vereine mit insgesamt etwa 27.000 Mitgliedern in den neun Landesverbänden an.

## Präsidium
Das Präsidium ist das oberste Leitungsorgan des ÖSB. Den Vorsitz führt als „Bundesoberschützenmeister“ Herwig van Staa.  Er führt neben seiner Tätigkeit im Präsidium auch den Vorsitz im Bundesschützenrat, dem u. a. die Landesoberschützenmeister angehören. Die operativen Tätigkeiten laufen im Generalsekretariat unter Führung von Generalsekretär Mag. Florian Neururer zusammen.

## Sparten
Im Verband sind elf Sparten vertreten: Luftgewehr, Kleinkalibergewehr, Großkalibergewehr, Luftpistole, Feuerpistole, Laufende Scheibe, Vorderlader, Armbrust, Silhouette, Field Target und Sportliches Großkaliber Pistole. Jede Sparte steht unter der Leitung eines Bundessportleiters. Innerhalb der Sparten wird wiederum in unterschiedliche Bewerbe unterschieden.

## ÖSB-Kader Luftgewehr & Kleinkaliber
(Quelle: )

### Herren
- Patrick Diem
- Michael Höllwarth
- Tobias Mair
- Thomas Mathis
- Bernhard Pickl
- Alexander Schmirl
- Martin Strempfl
- Andreas Thum
- Georg Zott

### Frauen
- Olivia Hofmann
- Jasmin Kitzbichler
- Rebecca Köck
- Marlene Pribitzer
- Nadine Ungerank
- Sheileen Waibel

## ÖSB-Kader Pistole
(Quelle: )

### Herren
- Andreas Auprich
- Daniel Kral
- Stefan Lerchner
- Richard Zechmeister

### Frauen
- Corina Gosch
- Polina Klemenko
- Sylvia Steiner

## Organisation
Der Bund ist Mitglied der Österreichischen Bundes-Sportorganisation (BSO). International ist der ÖSB der International Shooting Sport Federation (ISSF), der Muzzle Loaders Associations International Committee (MLAIC) und der Internationalen Armbrustschützen-Union (IAU) angeschlossen.